# Liste des chansons de Zazie

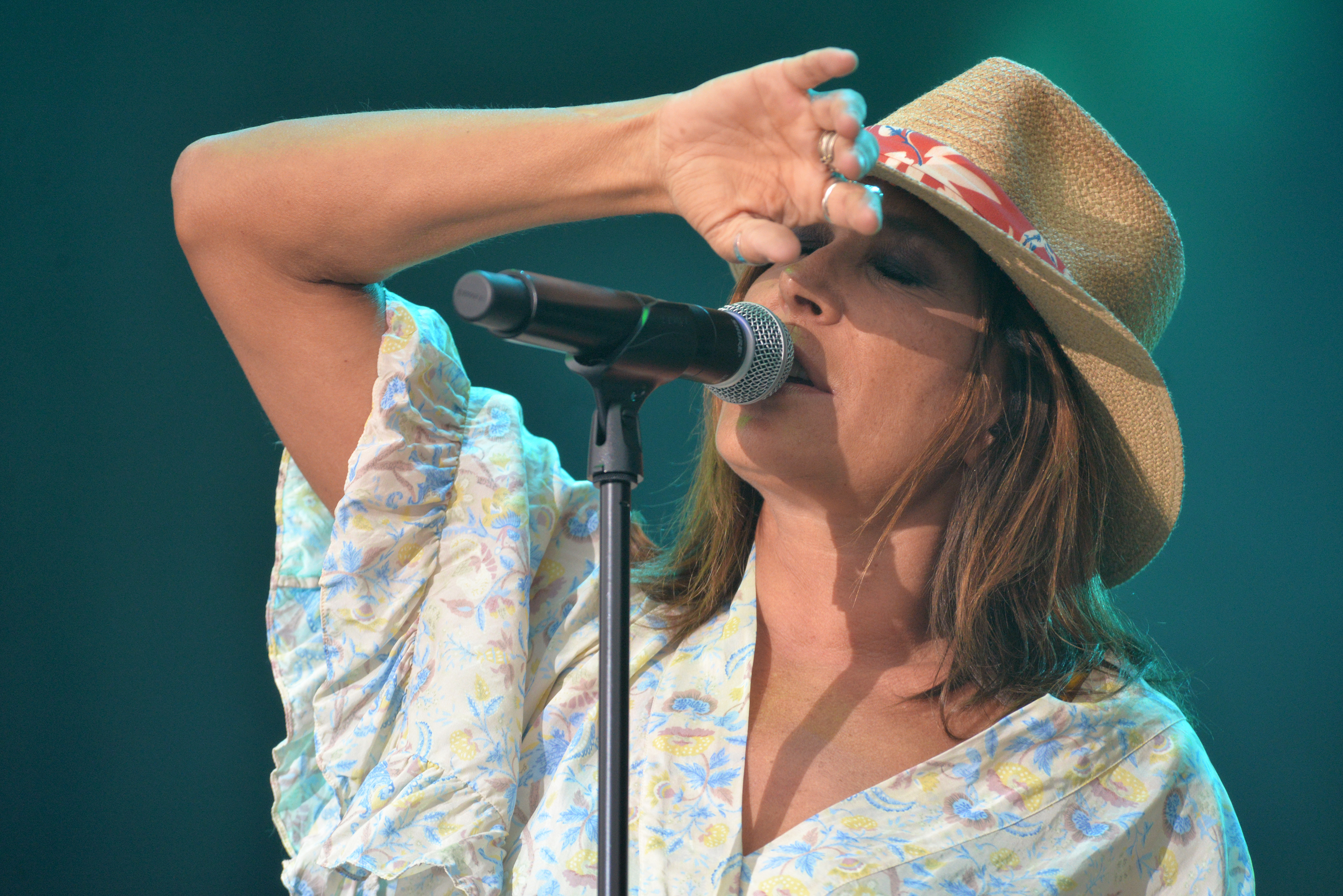
Zazie au festival Papillons de nuit 2019 à Saint-Laurent-de-Cuves.

Une chanson de Zazie est une chanson interprétée, enregistrée par cette artiste et commercialisée sur support audio (vinyle ou CD) ou sur une plate-forme de téléchargement. 
Voici la liste détaillée des chansons de Zazie. La liste est présentée par ordre alphabétique du premier mot significatif, avec leur(s) auteur(s) et compositeur(s), l'année de la première commercialisation de la chanson, l'album studio (ou, à défaut, le 45 tours/single, l'album live ou la compilation) sur lequel apparaît la chanson pour la première fois.  Les participations de Zazie à des chansons collectives (plus de trois interprètes) pour des œuvres caritatives telles que Sol En Si et les chansons interprétées pour les Enfoirés ne sont pas reprises.
- Haut – A
- B
- C
- D
- E
- F
- G
- H
- I
- J
- K
- L
- M
- N
- O
- P
- Q
- R
- S
- T
- U
- V
- W
- X
- Y
- Z
- 0-9

## 0-9
| Titre          | Paroles | Musique                                      | Année | Première parution                | Note                       |
| -------------- | ------- | -------------------------------------------- | ----- | -------------------------------- | -------------------------- |
| 07 Dec.        | Zazie   | Philippe Paradis - Jean-Pierre Pilot - Zazie | 2007  | Totem                            |                            |
| 1, 2, 3 soleil | Zazie   | Pascal Obispo                                | 1992  | Je, tu, ils                      |                            |
| 20             | Zazie   | Zazie                                        | 2016  | Intégrale enregistrements studio | version anglaise de 20 ans |
| 20 ans         | Zazie   | Zazie                                        | 2013  | Cyclo                            |                            |
| 3 p'tits tours | Zazie   | Zazie                                        | 2003  | Ze Live !!                       |                            |

## A
| Titre                      | Paroles               | Musique                                      | Année | Première parution                | Note                                        |
| -------------------------- | --------------------- | -------------------------------------------- | ----- | -------------------------------- | ------------------------------------------- |
| À copier 100 fois          | Zazie                 | Zazie                                        | 2010  | Za7ie (EP Lundi : ma quête)      |                                             |
| À ma place                 | Zazie                 | Axel Bauer                                   | 2001  | Personne n'est parfait           | en duo avec Axel Bauer                      |
| Adam et Yves               | Joëlle Kopf           | Zazie                                        | 2001  | La Zizanie                       |                                             |
| Addition (L')              | Zazie                 | Zazie - Philippe Paradis                     | 2010  | Za7ie (EP Jeudi : recylcage)     |                                             |
| Adieu tristesse            | Zazie                 | Phil Baron                                   | 2015  | Encore heureux                   |                                             |
| Amazone                    | Zazie                 | Zazie - Jean-Pierre Pilot - Philippe Paradis | 2010  | Za7ie                            |                                             |
| Amour dollar (L')          | Zazie                 | Zazie                                        | 2010  | Za7ie                            |                                             |
| Ange blessé (L')           | Zazie                 | Philippe Paradis - Jean-Pierre Pilot - Zazie | 2007  | Totem                            |                                             |
| Après la pluie             | Zazie                 | Zazie                                        | 2020  | Single Après la pluie            | Titre au profit de la Croix-Rouge française |
| Astres (Des)               | Zazie                 | Phil Baron                                   | 2010  | Za7ie (EP Vendredi : collectif)  | en duo avec -M-                             |
| Au diable nos adieux       | Zazie                 | Vincent-Marie Bouvot - Zazie                 | 1995  | Zen                              |                                             |
| Au harem                   | Zazie - Pascal Obispo | Pascal Obispo                                | 2016  | Intégrale enregistrements studio |                                             |
| Autant de peine que de toi | Zazie                 | Zazie                                        | 1998  | Made in Love                     |                                             |
| Aux armes citoyennes       | Zazie                 | Zazie                                        | 2001  | La Zizanie                       |                                             |
| Avant l'amour              | Zazie                 | Zazie                                        | 2010  | Za7ie                            |                                             |
| Avis au sexe fort          | Zazie                 | Zazie - Georges Acogny                       | 1992  | Je, tu, ils                      |                                             |

## B
| Titre        | Paroles                 | Musique                 | Année | Première parution     | Note                                |
| ------------ | ----------------------- | ----------------------- | ----- | --------------------- | ----------------------------------- |
| Bébête (Une) | Renaud Papillon Paravel | Renaud Papillon Paravel | 2011  | Écris ça quelque part | en duo avec Renaud Papillon Paravel |

## C
| Titre                             | Paroles         | Musique                                      | Année | Première parution         | Note                                                                |
| --------------------------------- | --------------- | -------------------------------------------- | ----- | ------------------------- | ------------------------------------------------------------------- |
| Ça                                | Zazie           | Philippe Paradis - Jean-Pierre Pilot - Zazie | 2007  | Totem                     |                                                                     |
| Ça commence                       | Zazie           | Zazie - Édith Fambuena - Jean-Pierre Pilot   | 2022  | Aile-P                    |                                                                     |
| Ça fait mal et ça fait rien       | Zazie           | Zazie                                        | 1998  | Made in Love              |                                                                     |
| C'est con, c'est quand            | Zazie           | Phil Baron                                   | 2022  | Aile-P                    |                                                                     |
| C'est déjà ça                     | Alain Souchon   | Alain Souchon                                | 1997  | Sol En Si                 | en duo avec Maxime Le Forestier interprète original : Alain Souchon |
| Chanson d'ami                     | Zazie           | Phil Baron                                   | 1998  | Made in Love              |                                                                     |
| Chanson d'amour                   | Zazie           | Zazie - Philippe Paradis                     | 2010  | Za7ie                     |                                                                     |
| Chanson des baleines de parapluie | Philippe Chatel | Philippe Chatel                              | 1997  | Émilie Jolie (2e version) |                                                                     |
| Chapiteau 4 étoiles               | Jean-Marie Leau | Zazie                                        | 2003  | Sol En Cirque             |                                                                     |
| Cheese                            | Zazie           | Zazie                                        | 2001  | La Zizanie                |                                                                     |
| Contraires (Les)                  | Zazie           | Olivier Coursier - Zazie                     | 2013  | Cyclo                     |                                                                     |
| Couleur                           | Zazie           | Zazie - Édith Fambuena - Jean-Pierre Pilot   | 2022  | Aile-P                    |                                                                     |
| Craque monsieur                   | Zazie           | Vincent-Marie Bouvot                         | 1995  | Zen                       |                                                                     |
| Cyber                             | Zazie           | Zazie                                        | 1998  | Made in Love              |                                                                     |
| Cyclo                             | Zazie           | Zazie                                        | 2013  | Cyclo                     |                                                                     |

## D
| Titre                | Paroles           | Musique                                      | Année | Première parution               | Note |
| -------------------- | ----------------- | -------------------------------------------- | ----- | ------------------------------- | --- |
| Dans la lune         | Zazie             | Fabien Cahen                                 | 2001  | La Zizanie                      | |
| Dans la maison vide  | Jean-Loup Dabadie | Olivier Toussaint - Paul de Senneville       | 2014  | Panoramas                       | en duo avec Florent Pagny pour l'émission Taratata interprète original : Michel Polnareff (restée inédite en CD jusqu'en 2014) |
| Danse avec les loops | Zazie             | Zazie                                        | 2001  | La Zizanie                      | |
| Dimanche (Le)        | Zazie             | Zazie - Philippe Paradis                     | 2010  | Za7ie (EP Samedi : on sort)     | |
| Dire ce qu'on danse  | Zazie             | Zazie - Édith Fambuena - Alexis Anérilles    | 2018  | Essenciel                       | |
| Discold              | Zazie             | Philippe Paradis - Édith Fambuena - Zazie    | 2015  | Encore heureux                  | |
| D'jamba              | Zazie             | Zazie                                        | 1992  | Je, tu, ils                     | |
| Dodo Rémi            | Zazie             | Zazie                                        | 1995  | Sol En Si 1995                  | en duo avec Alain Chamfort |
| Dolce vita (La)      | Zazie             | Philippe Paradis - Jean-Pierre Pilot - Zazie | 2004  | Rodéo                           | |
| Doolididom           | Zazie             | Philippe Paradis - Jean-Pierre Pilot - Zazie | 2004  | Rodéo                           | |
| Double Axel          | Zazie             | Zazie - Philippe Paradis                     | 2010  | Za7ie (EP Vendredi : collectif) | en duo avec Axel Bauer |
| Douce nuit           | Joseph Mohr       | Franz Xaver Gruber                           | 2000  | Noël ensemble                   | en duo avec Calogero |
| Duo                  | Zazie             | Philippe Paradis - Jean-Pierre Pilot - Zazie | 2007  | Totem                           | en duo avec Paolo Nutini |

## E
| Titre          | Paroles      | Musique                                      | Année | Première parution           | Note                     |
| -------------- | ------------ | -------------------------------------------- | ----- | --------------------------- | ------------------------ |
| Électro libre  | Zazie        | Phil Baron                                   | 2010  | Za7ie (EP Samedi : on sort) |                          |
| Encore heureux | Zazie        | Phil Baron - Zazie                           | 2015  | Encore heureux              |                          |
| Essenciel (L') | Zazie        | Zazie                                        | 2018  | Essenciel                   |                          |
| Être et avoir  | Zazie        | Zazie - Philippe Paradis                     | 2010  | Za7ie                       |                          |
| Eucalyptus     | Étienne Daho | Pascal Obispo                                | 1998  | Ensemble                    | en duo avec Étienne Daho |
| Excuse-moi     | Zazie        | Philippe Paradis - Jean-Pierre Pilot - Zazie | 2004  | Rodéo                       |                          |

## F
| Titre              | Paroles | Musique                                      | Année | Première parution                | Note |
| ------------------ | ------- | -------------------------------------------- | ----- | -------------------------------- | ---- |
| Faire la musique   | Zazie   | Philippe Paradis - Jean-Pierre Pilot - Zazie | 2016  | Intégrale enregistrements studio |      |
| Fan de sa vie (La) | Zazie   | Zazie                                        | 2001  | La Zizanie                       |      |
| Faut pas s'y fier  | Zazie   | Philippe Paradis - Édith Fambuena - Zazie    | 2015  | Encore heureux                   |      |
| Femmes téfales     | Zazie   | Zazie                                        | 1998  | Made in Love                     |      |
| Flower Power       | Zazie   | Philippe Paradis - Jean-Pierre Pilot - Zazie | 2007  | Totem                            |      |
| FM Air             | Zazie   | Phil Baron                                   | 2008  | Zest of                          |      |
| Fou de toi         | Zazie   | Vincent-Marie Bouvot - Zazie                 | 1995  | Zen                              |      |
| Frère Jacques      | Zazie   | Philippe Paradis - Jean-Pierre Pilot - Zazie | 2007  | Totem (version deluxe)           |      |

## G
| Titre              | Paroles | Musique                                    | Année | Première parution            | Note |
| ------------------ | ------- | ------------------------------------------ | ----- | ---------------------------- | ---- |
| Garde la pose      | Zazie   | Zazie - Édith Fambuena - Alexis Anérilles  | 2018  | Essenciel                    |      |
| Gens passent (Les) | Zazie   | Zazie                                      | 2010  | Za7ie (EP Jeudi : recyclage) |      |
| Gilles             | Zazie   | Zazie - Édith Fambuena - Jean-Pierre Pilot | 2022  | Aile-P                       |      |
| Gomme              | Zazie   | Zazie                                      | 2010  | Za7ie (EP Lundi : ma quête)  |      |
| Gravité            | Zazie   | Phil Baron                                 | 2022  | Aile-P                       |      |

## H
| Titre             | Paroles | Musique                                      | Année | Première parution            | Note                         |
| ----------------- | ------- | -------------------------------------------- | ----- | ---------------------------- | ---------------------------- |
| Haut les mains    | Zazie   | Philippe Paradis - Jean-Pierre Pilot - Zazie | 2007  | Totem (version deluxe)       |                              |
| Heure H (L')      | Zazie   | Philippe Paradis                             | 2010  | Za7ie (EP Jeudi : recyclage) | en duo avec Philippe Paradis |
| Hissé haut        | Zazie   | Zazie                                        | 1995  | Zen                          |                              |
| Homme sweet homme | Zazie   | Zazie                                        | 1995  | Zen                          |                              |

## I
| Titre          | Paroles                                      | Musique                                      | Année | Première parution      | Note |
| -------------- | -------------------------------------------- | -------------------------------------------- | ----- | ---------------------- | ---- |
| I fall         | Philippe Paradis - Jean-Pierre Pilot - Zazie | Philippe Paradis - Jean-Pierre Pilot - Zazie | 2007  | Totem (version deluxe) |      |
| I love you all | Zazie                                        | Zazie                                        | 2015  | Encore heureux         |      |

## J
| Titre                   | Paroles                 | Musique                                      | Année | Première parution            | Note                                                           |
| ----------------------- | ----------------------- | -------------------------------------------- | ----- | ---------------------------- | -------------------------------------------------------------- |
| J'ai ta main            | Charles Trenet          | Charles Trenet                               | 2002  | Entre deux                   | en duo avec Patrick Bruel interprète original : Charles Trenet |
| J'aime, j'aime pas      | Zazie                   | Philippe Paradis - Jean-Pierre Pilot - Zazie | 2004  | Rodéo                        |                                                                |
| James Bond & moi        | Zazie                   | Philippe Paradis - Jean-Pierre Pilot - Zazie | 2004  | Single Rodéo                 |                                                                |
| J'arrive                | Zazie                   | Philippe Paradis - Jean-Pierre Pilot - Zazie | 2004  | Rodéo                        |                                                                |
| Je me croyais fort      | Vincent Baguian         | Jean-Marie Leau - Zazie                      | 2005  | Sol En Cirque                | en trio avec Axel Bauer et Francis Cabrel                      |
| Je ne fais pas le poids | Zazie                   | Zazie                                        | 2003  | maxi CD Danse avec les loops |                                                                |
| Je ne sais pas          | Zazie                   | Zazie                                        | 2013  | Cyclo                        |                                                                |
| Je ne t'aime pas        | Vincent Baguian         | Richard Seff                                 | 2003  | Ze Live !!                   | en duo avec Vincent Baguian                                    |
| Je suis un homme        | Zazie                   | Philippe Paradis - Jean-Pierre Pilot - Zazie | 2007  | Totem                        |                                                                |
| Je t'aime mais          | Zazie                   | Zazie                                        | 1995  | Zen                          |                                                                |
| Je te tiens             | Renaud Papillon Paravel | Zazie - Philippe Paradis                     | 2010  | Za7ie                        | en duo avec Papillon Paravel                                   |
| Je tourne               | Zazie                   | Vincent-Marie Bouvot                         | 1992  | Je, tu, ils                  |                                                                |
| Je vous aime            | Zazie                   | Phil Baron                                   | 2010  | Za7ie                        |                                                                |
| Je, tu, ils             | Zazie                   | Zazie                                        | 1992  | Je, tu, ils                  |                                                                |
| J'envoie valser         | Zazie                   | Phil Baron                                   | 1995  | Zen                          |                                                                |
| Jet lag                 | Zazie                   | Philippe Paradis - Jean-Pierre Pilot - Zazie | 2007  | Totem                        |                                                                |
| J'étais là              | Zazie                   | Philippe Paradis - Jean-Pierre Pilot - Zazie | 2007  | Totem                        |                                                                |
| Jour J (Le)             | Zazie                   | Philippe Paradis                             | 2010  | Za7ie                        | en duo avec Philippe Paradis                                   |

## L
| Titre                           | Paroles | Musique                                      | Année | Première parution           | Note |
| ------------------------------- | ------- | -------------------------------------------- | ----- | --------------------------- | ---- |
| La la la                        | Zazie   | Zazie                                        | 1995  | Zen                         |      |
| là où je vais                   | Zazie   | Zazie - Édith Fambuena - Jean-Pierre Pilot   | 2022  | Aile-P                      |      |
| Larsen                          | Zazie   | Vincent-Marie Bouvot - Zazie                 | 1995  | Zen                         |      |
| Lendemains qui déchantent (Les) | Zazie   | Zazie                                        | 2010  | Za7ie (EP Lundi : ma quête) |      |
| Let it shine                    | Zazie   | Zazie - Édith Fambuena                       | 2022  | Aile-P                      |      |
| Lève-toi                        | Zazie   | Zazie - Édith Fambuena                       | 2022  | Aile-P                      |      |
| Lola majeure                    | Zazie   | Philippe Paradis - Jean-Pierre Pilot - Zazie | 2004  | Rodéo                       |      |
| Lune et l'autre                 | Zazie   | Zazie                                        | 2010  | Za7ie (EP Lundi : ma quête) |      |

## M
| Titre                     | Paroles            | Musique                                      | Année | Première parution                                   | Note                                                            |
| ------------------------- | ------------------ | -------------------------------------------- | ----- | --------------------------------------------------- | --------------------------------------------------------------- |
| Ma story                  | Zazie              | Zazie - Édith Fambuena - Alexis Anérilles    | 2018  | Essenciel                                           |                                                                 |
| Made in Love              | Zazie              | Zazie                                        | 1998  | Made in Love                                        |                                                                 |
| Mademoiselle              | Zazie              | Phil Baron                                   | 2013  | Cyclo                                               |                                                                 |
| Me taire te plaire        | Mademoiselle K     | Mademoiselle K                               | 2011  | Jouer dehors                                        | en duo avec Mademoiselle K                                      |
| Meilleurs ennemis (Les)   | Zazie              | Pierre Jaconelli - Pascal Obispo - Zazie     | 1996  | Superflu                                            | en duo avec Pascal Obispo                                       |
| Mémoire qui flanche (La)  | Cyrus Bassiak      | Cyrus Bassiak                                | 1999  | Chacun peut y mettre du sien                        | en duo avec Faudel interprète originale : Jeanne Moreau         |
| Michèle                   | Didier Barbelivien | Michel Cywie                                 | 1999  | Chacun peut y mettre du sien                        | en duo avec Alain Souchon interprète original : Gérard Lenorman |
| Mistral gagnant           | Renaud Séchan      | Renaud Séchan                                | 2014  | Kiss & Love                                         | en duo avec Bénabar interprète original : Renaud                |
| Mobile homme              | Zazie              | Zazie                                        | 2013  | Cyclo                                               |                                                                 |
| Mon cœur à la science     | Zazie              | Philippe Paradis - Jean-Pierre Pilot - Zazie | 2004  | Rodéo (version SACD)                                |                                                                 |
| Mon tout doit disparaître | Zazie              | Pierre Jaconelli - Christophe Voisin - Zazie | 1997  | B.O. du film Tout doit disparaître de Philippe Muyl |                                                                 |

## N
| Titre             | Paroles                     | Musique                                      | Année | Première parution                | Note |
| ----------------- | --------------------------- | -------------------------------------------- | ----- | -------------------------------- | --- |
| Na                | Zazie                       | Philippe Paradis - Jean-Pierre Pilot - Zazie | 2007  | Totem                            | |
| Nos âmes sont     | Zazie                       | Zazie                                        | 2018  | Essenciel                        | |
| Nuit je mens (La) | Alain Bashung - Jean Fauque | Alain Bashung - Les Valentins                | 2016  | Intégrale enregistrements studio | enregistrée pour l'émission Taratata interprète original : Alain Bashung (restée inédite en CD jusqu'en 2016) |

## O
| Titre                                    | Paroles      | Musique                                      | Année | Première parution                      | Note                                                                                |
| ---------------------------------------- | ------------ | -------------------------------------------- | ----- | -------------------------------------- | ----------------------------------------------------------------------------------- |
| Œil du cyclone (L')                      | Zazie        | Zazie                                        | 2010  | Za7ie (EP Jeudi : recyclage)           |                                                                                     |
| Oiseau (L') (Sébastien parmi les hommes) | Anne Bernard | Jean-Claude Beyer - Daniel White             | 2008  | Le Concert des Grands Gamins au Zénith | en duo avec Calogero interprète original : Bruno Polius                             |
| On éteint                                | Zazie        | Zazie                                        | 2001  | La Zizanie                             |                                                                                     |
| On n'est pas là pour se faire engueuler  | Boris Vian   | Jimmy Walter                                 | 2008  | Le Concert des Grands Gamins au Zénith | en trio avec Thomas Dutronc et Maxime Le Forestier interprète original : Boris Vian |
| On s'aima fort                           | Zazie        | Zazie - Édith Fambuena - Alexis Anérilles    | 2018  | Essenciel                              |                                                                                     |
| On y va (Let's go)                       | Zazie        | Vincent-Marie Bouvot                         | 1992  | Je, tu, ils                            |                                                                                     |
| Où allons-nous ?                         | Zazie        | Zazie                                        | 2013  | Cyclo                                  |                                                                                     |
| Oui                                      | Zazie        | Philippe Paradis - Jean-Pierre Pilot - Zazie | 2004  | Rodéo                                  |                                                                                     |
| Oui-filles                               | Zazie        | Philippe Paradis - Édith Fambuena - Zazie    | 2015  | Encore heureux                         |                                                                                     |

## P
| Titre                       | Paroles                             | Musique                                      | Année | Première parution            | Note                     |
| --------------------------- | ----------------------------------- | -------------------------------------------- | ----- | ---------------------------- | ------------------------ |
| Parmi les sirènes           | Zazie                               | Jean-Louis Bianchina                         | 1992  | Je, tu, ils                  |                          |
| Pas que beau                | Zazie                               | Zazie - Matthieu Rabaté                      | 2010  | Za7ie                        |                          |
| Passion (La)                | Zazie                               | Fabien Cahen                                 | 2006  | Marchands de loups           | en duo avec Fabien Cahen |
| Patatras                    | Zazie                               | Zazie - Édith Fambuena - Alexis Anérilles    | 2018  | Essenciel                    |                          |
| Perchée                     | Zazie                               | Philippe Paradis - Édith Fambuena - Zazie    | 2015  | Encore heureux               |                          |
| Petit peu amoureux (Un)     | Zazie                               | Jean-Louis Bianchina                         | 1992  | Je, tu, ils                  |                          |
| Petroleum                   | Zazie                               | Philippe Paradis - Édith Fambuena - Zazie    | 2015  | Encore heureux               |                          |
| Peu beaucoup (Un)           | Zazie                               | Jean-Pierre Pilot - Philippe Paradis - Zazie | 2008  | Zest of                      |                          |
| Pieds nus (Les)             | Zazie                               | Zazie                                        | 2010  | Za7ie                        |                          |
| Pile ou face                | Donna De Lory (Adaptation de Zazie) | Wendy Walker                                 | 1992  | Je, tu, ils                  |                          |
| Pise                        | Zazie                               | Philippe Paradis - Édith Fambuena - Zazie    | 2015  | Encore heureux               |                          |
| Place du vide (La)          | Simon Buret                         | Simon Buret - Olivier Coursier               | 2010  | Za7ie                        | en duo avec AaRON        |
| Pluie et le beau temps (La) | Zazie                               | Philippe Paradis - Jean-Pierre Pilot - Zazie | 2004  | Rodéo                        |                          |
| Plus fort                   | Zazie                               | Zazie - Philippe Paradis                     | 2010  | Za7ie (EP Samedi : on sort)  |                          |
| Point c'est toi (Un)        | Zazie                               | Vincent-Marie Bouvot - Zazie                 | 1995  | Zen                          |                          |
| Polygame                    | Zazie                               | Zazie                                        | 2010  | Za7ie                        |                          |
| Poupées zarbie (Les)        | Zazie                               | Zazie                                        | 2010  | Za7ie (EP Jeudi : recyclage) |                          |
| Preuve par trois (La)       | Zazie                               | Zazie                                        | 1998  | Made in Love                 |                          |

## Q
| Titre              | Paroles | Musique    | Année | Première parution | Note |
| ------------------ | ------- | ---------- | ----- | ----------------- | ---- |
| Qui m'aime me fuit | Zazie   | Phil Baron | 2001  | La Zizanie        |      |

## R
| Titre               | Paroles          | Musique                                      | Année | Première parution                            | Note                                   |
| ------------------- | ---------------- | -------------------------------------------- | ----- | -------------------------------------------- | -------------------------------------- |
| Rails (Des)         | Zazie            | Philippe Paradis - Jean-Pierre Pilot - Zazie | 2007  | Totem                                        |                                        |
| Requiem pour un con | Serge Gainsbourg | Michel Colombier - Serge Gainsbourg          | 2001  | Gainsbourg Pop Session                       | interprète original : Serge Gainsbourg |
| Rodéo               | Zazie            | Philippe Paradis - Jean-Pierre Pilot - Zazie | 2004  | Rodéo                                        |                                        |
| Rose                | Alain Berliner   | Dominique Vauthier                           | 1997  | B.O. du film Ma vie en rose d'Alain Berliner |                                        |
| Rue de la Paix      | Zazie            | Zazie                                        | 2001  | La Zizanie                                   |                                        |

## S
| Titre                | Paroles                     | Musique                                      | Année | Première parution | Note                           |
| -------------------- | --------------------------- | -------------------------------------------- | ----- | --- | ------------------------------ |
| Sait-on jamais       | Zazie                       | Zazie                                        | 2015  | Encore heureux |                                |
| Samba de uma nota só | Newton Ferreira de Mendonça | Antônio Carlos Jobim                         | 2016  | Intégrale enregistrements studio "\| en duo avec Bernard Lavilliers pour l'émission Taratata interprète original : João Gilberto (restée inédite en CD jusqu'en 2016)" |                                |
| Sauver le monde      | Zazie                       | Philippe Paradis - Jean-Pierre Pilot - Zazie | 2004  | Rodéo |                                |
| Si j'étais moi       | Zazie                       | Zazie                                        | 2001  | La Zizanie |                                |
| Si tu viens          | Zazie                       | Zazie                                        | 2013  | Cyclo |                                |
| Signaux de fumée     | Zazie                       | Vincent-Marie Bouvot - Zazie                 | 1996  | maxi CD Homme sweet homme' |                                |
| Slow                 | Zazie                       | Philippe Paradis - Jean-Pierre Pilot - Zazie | 2004  | Rodéo |                                |
| Snowball             | Zazie                       | Zazie                                        | 1992  | Je, tu, ils |                                |
| Solitude (La)        | Barbara                     | Barbara                                      | 2017  | Elles & Barbara | interprète originale : Barbara |
| Source (La)          | Zazie                       | Zazie - Édith Fambuena - Alexis Anérilles    | 2018  | Essenciel |                                |
| Souris verte (Une)   | Zazie                       | Zazie                                        | 1995  | Zen |                                |
| Sous le voile        | Zazie                       | Zazie                                        | 1998  | Made in Love |                                |
| Speed                | Zazie                       | Zazie - Édith Fambuena                       | 2018  | Essenciel |                                |
| Stone                | Zazie                       | Philippe Paradis - Jean-Pierre Pilot - Zazie | 2016  | Intégrale enregistrements studio |                                |
| Stop                 | Zazie                       | Zazie                                        | 1998  | Made in Love |                                |
| Sucré salé           | Zazie                       | Vincent-Marie Bouvot - Zazie                 | 1992  | Je, tu, ils |                                |
| Sur toi              | Zazie                       | Zazie                                        | 2001  | La Zizanie |                                |

## T
| Titre                       | Paroles                      | Musique                                      | Année | Première parution                      | Note                                                                |
| --------------------------- | ---------------------------- | -------------------------------------------- | ----- | -------------------------------------- | ------------------------------------------------------------------- |
| Tais-toi                    | Zazie                        | Philippe Paradis - Édith Fambuena - Zazie    | 2015  | Encore heureux                         |                                                                     |
| Tais-toi et rap             | Zazie                        | Zazie                                        | 2001  | La Zizanie                             |                                                                     |
| Take Away The Mask          | Zazie                        | Vincent-Marie Bouvot - Zazie                 | 2016  | Intégrale enregistrements studio       | version anglaise de Tomber le masque (restée inédite jusqu'en 2016) |
| Temps plus vieux            | Zazie                        | Zazie                                        | 2013  | Cyclo                                  |                                                                     |
| Tendresse (La)              | Noël Roux                    | Hubert Giraud                                | 2008  | Le Concert des Grands Gamins au Zénith | en duo avec Salvatore Adamo interprète original : Bourvil           |
| Tic tac                     | Zazie                        | Édith Fambuena - Philippe Paradis - Zazie    | 2015  | Encore heureux (édition Fnac)          |                                                                     |
| Toc toc toc                 | Zazie                        | Philippe Paradis - Jean-Pierre Pilot - Zazie | 2004  | Rodéo                                  |                                                                     |
| Toi le cowboy, moi l'indien | Kent Cokenstock              | Vincent-Marie Bouvot                         | 1992  | Je, tu, ils                            |                                                                     |
| Tomber le masque            | Zazie                        | Vincent-Marie Bouvot - Zazie                 | 1992  | Je, tu, ils                            |                                                                     |
| Totem                       | Zazie                        | Philippe Paradis - Jean-Pierre Pilot - Zazie | 2007  | Totem                                  |                                                                     |
| Tous des anges              | Zazie                        | Zazie                                        | 1998  | Made in Love                           |                                                                     |
| Tout                        | Zazie                        | Zazie                                        | 2013  | Cyclo                                  |                                                                     |
| Tout le monde               | Zazie                        | Zazie                                        | 1998  | Made in Love                           |                                                                     |
| Tout pour un seul homme     | Maurane - Daria de Martynoff | Kevin Mulligan                               | 1997  | Sol En Si                              | en duo avec Maurane interprète originale : Maurane                  |
| Tout va bien                | Zazie                        | Phil Baron                                   | 2010  | Za7ie                                  | en duo avec Lola                                                    |
| Transe Siberian             | Zazie                        | Zazie - Matthieu Rabaté                      | 2010  | Za7ie (EP Samedi : on sort)            |                                                                     |

## V
| Titre               | Paroles    | Musique                                      | Année | Première parution                           | Note                              |
| ------------------- | ---------- | -------------------------------------------- | ----- | ------------------------------------------- | --------------------------------- |
| Va chercher         | Zazie      | Zazie - Édith Fambuena - Alexis Anérilles    | 2018  | Essenciel                                   |                                   |
| Valse à 7 temps     | Zazie      | Zazie - Matthieu Rabaté                      | 2010  | Za7ie (EP Vendredi : collectif)             |                                   |
| Veilleurs amis      | Zazie      | Phil Baron                                   | 2018  | Essenciel                                   |                                   |
| Vie devant moi (La) | Zazie      | Zazie                                        | 1998  | Made in Love                                |                                   |
| Vie en rose (La)    | Édith Piaf | Louiguy                                      | 2003  | B.O. du film Jeux d'enfants de Yann Samuell | interprète originale : Édith Piaf |
| Vienne le nuit      | Zazie      | Zazie                                        | 2013  | Cyclo                                       |                                   |
| Vue du ciel         | Zazie      | Philippe Paradis - Jean-Pierre Pilot - Zazie | 2007  | Totem                                       |                                   |

## W
| Titre    | Paroles | Musique                                   | Année | Première parution | Note |
| -------- | ------- | ----------------------------------------- | ----- | ----------------- | ---- |
| Waterloo | Zazie   | Zazie - Édith Fambuena - Alexis Anérilles | 2018  | Essenciel         |      |

## Y
| Titre    | Paroles | Musique                                      | Année | Première parution | Note |
| -------- | ------- | -------------------------------------------- | ----- | ----------------- | ---- |
| Yin Yang | Zazie   | Philippe Paradis - Jean-Pierre Pilot - Zazie | 2007  | Totem             |      |

## Z
| Titre        | Paroles | Musique       | Année | Première parution | Note |
| ------------ | ------- | ------------- | ----- | ----------------- | ---- |
| Zen          | Zazie   | Pascal Obispo | 1995  | Zen               |      |
| Zizanie (La) | Zazie   | Zazie         | 2001  | La Zizanie        |      |

## Sources et références
Cette liste est basée sur : 
- la liste des chansons de l'Intégrale enregistrements studio, parue en 2016, et son livret ;
- la liste des chansons des albums mentionnés sur cette page et leurs livrets ;
- Catherine Gérald, Zazie : Chansons et spectacles, Pont-l'Abbé, Fan de toi, coll. « Spectacles », 2007, 93 p. (ISBN 978-2-35601-001-8).